# Aleksandar Avlijas
 Aleksandar Avlijas  (ur. 1 lipca 1972 w Sarajewie) – bośniacki koszykarz, występujący na pozycji rzucającego obrońcy; od 2009 serbski menedżer-agent koszykówki. 
Karierę zawodową rozpoczął w 1990 w klubie w Bosna Sarajewo. W latach 1992–1999 był w klubach: Big Enex Metalac, Minster Berlin, Metalac Valjevo, Jugotes Bijelo Polje, OKK Belgrad, Radnicki Belgrad. W roku 1999 zagrał w Izraelu w zespole Hapoel Hajfa. Jego pierwszym klubem w Polsce był Śląsk Wrocław, gdzie grał w sezonie 2000/01. Zmienił kraj i wrócił po dwóch latach do Polski, gdzie występował w Wiśle Kraków (2003/2004), w Turowie Zgorzelec (2004/2005) oraz w Kotwicy Kołobrzeg (2006/2007). W latach 2006–2007 był zawodnikiem rumuńskiego zespołu CSU Asesoft Ploeszti. 
Po zakończeniu kariery zawodniczej został menedżerem-agentem koszykówki, jest od dawna związany ze znaną serbską agencją sportową BeoBasket (właściciel i założyciel Miški Ražnatovic).